# マスケティアーズ/三銃士
『マスケティアーズ／三銃士』（マスケティアーズ／さんじゅうし、原題：The Musketeers）は、アレクサンドル・デュマ・ペールの小説『三銃士』を原作に、BBCが新解釈に基づいて制作したイギリスの歴史劇テレビドラマシリーズ。2014年1月19日から放送された。2015年1月2日からシーズン2、2016年5月28日からシーズン3が放送されている。各シーズンは10話からなる。2016年に、シーズン3を以て完結することが報じられた。
イギリス以外でも180以上の国と地域で放送された。日本ではHuluで字幕版・吹替版共に配信されている。2016年4月3日からは『マスケティアーズ パリの四銃士』（マスケティアーズ パリのよんじゅうし）のタイトルでNHK総合テレビで放送された。さらに、BS日テレにてシーズン1が2018年4月より、シーズン2が2018年6月より放送。

## 内容

### あらすじ
舞台は17世紀のパリ。ルイ13世に仕えるフランス王直属の銃士隊(マスケティアーズ)は、マスケット銃と剣で王を守護し、パリの治安を維持することが任務だった。その中心人物が三銃士のアトス、アラミス、ポルトスの三人である。1630年、パリへ向かうダルタニアンと父親を、アトスと名乗る盗賊が襲撃し父親を殺害。ダルタニアンは父の敵討ちを誓い、銃士隊本部へ乗り込みアトスに決闘を申し込む。しかしその直後にアトスはリシュリュー枢機卿の親衛隊に逮捕され、別件の殺人罪と強盗罪で処刑を言い渡される。またダルタニアンも謎の女ミレディの罠にかかり殺人の冤罪をかけられる。アトスが真犯人でないことを知ったダルタニアンは、三銃士との間に仲間意識が芽生え、一連の事件を解決する。そしてコンスタンスの家で下宿し、見習いとして銃士への昇格を目指す。彼ら四人は愛と欲望の巣食うパリで陰謀に立ち向かっていく。

### 作風
1話完結型のエピソードで構成される。各エピソードにゲストキャラクターが登場し、それにより銃士たちの過去や人格が掘り下げられていくほか、第2話以降で四銃士以外の王宮の物語も動き始める進行になっている。

## ストーリー

### シーズン1
第一話「敵か味方か」
ガスコーニュから父親と共にパリに向かうダルタニアンは、宿屋で盗賊団に襲撃され父親アレクサンドルを殺される。盗賊は銃士アトスと名乗った。父の敵討ちで銃士隊本部のアトスに決闘を挑みに乗り込んだダルタニアンだが、別件の強盗殺人事件でアトスは逮捕され処刑されることに。一方のダルタニアンは謎の女ミレディに殺人の冤罪を着せられる。また国王の密命を受け任務に就いていた銃士の一団が皆殺しにされていた。一連の事件の真相を探るため、ダルタニアンと三銃士は行動を共にする。事件はぶじに解決し、ダルタニアンは三銃士と友情を結んだ。さらに下宿先の夫人コンスタンスに惹かれ始める。
第二話「鮮やかなトリック」
ダルタニアンは決闘騒ぎを起こして投獄される。同じ牢には爆薬使いのヴァディムという囚人が入獄していた。ヴァディムは過去に宮廷に仕えていたが、王妃の首飾りを盗んだ罪で解雇され宮廷を憎んでいた。ヴァディムの次なるターゲットは何なのか。それを探るために一芝居打って投獄されヴァディムの脱獄に協力して仲間になったダルタニアンだが、最初から芝居は見抜かれていた。ダルタニアンは大量の爆薬と共に王宮の地下室に閉じこめられてしまう。
第三話「気に食わない任務」
逮捕された貿易商人ボナールを護送する任務に就いたダルタニアンと三銃士。道中、襲撃を受けポルトスが深手を負い、近くの城館に運び入れる。その城館はラ・フェール伯爵の城だった。ダルタニアンたちはアトスの正体がラ・フェール伯爵だと知る。かつてアトスはミレディと恋に落ちて結婚。しかしアトスの弟トマスがミレディに欲情して襲い掛かり(ミレディ談)、ミレディが弟トマスを刺殺。アトスはミレディを絞首刑にし、絶望して身分と領地を捨てた。しかしミレディは生きていた。アトスの前に現れたミレディは城館に火を放つ。ダルタニアンは焼け落ちる寸前の城からアトスを救い出した。一方で、ボナールは奴隷商人だったということが分かる。母親が奴隷で黒人の血を引くポルトスはボナールを許さなかった。
第四話「裏切り者」
サヴォイア公国からサヴォイア公夫妻がフランス王宮を訪問した。サヴォイア公夫人クリスティーヌはルイ13世の妹である。警備の任務に就く三銃士とダルタニアン。ところがサヴォイア公夫妻の銃撃未遂が起きる。犯人は元銃士のマルサック。マルサックいわく、5年前に秘密任務中の銃士20人が、奇襲を受け殺された。殺害を命じたのはサヴォイア公爵で、サヴォイア公に任務の情報を秘密裏に渡したのがトレヴィル隊長だと言う。ダルタニアンと三銃士はトレヴィルの無実を信じて真相究明に乗り出す。
第五話「吹きだまりの帝王」
ポルトスが逮捕された。泥酔し眠りこけたポルトスの横に射殺死体が転がっていたのだ。ところが、処刑場に向かう馬車がポルトスごと奪われる。ポルトスを助けたのはポルトスが幼少期から青年期までを過ごした貧民街のリーダー、シャロンだった。アトス、アラミス、ダルタニアンはポルトスの行方を探しながら、射殺事件の真相究明に乗り出す。
第六話「国王の母」
リシュリューの命令で、ある村の教会へ赤ん坊アンリを迎えに行ったダルタニアンとアラミス。しかし赤ん坊は怪しい一団に誘拐されてしまう。赤ん坊の父親(故人)は村の教会に住んでいたフィリップという青年。一方、ルイ13世によって追放されていた王太后マリー・ド・メディシスが、ルイ13世に許しを求め王宮にやってくる。やがて衝撃の事実、ルイ13世が双子だったことが判明する。フィリップはルイ13世の双子の兄。フィリップの息子アンリは王位継承者だった。三銃士とダルタニアンは、赤ん坊アンリを利用してルイ13世から王位を簒奪しようとする黒幕が王太后マリー・ド・メディシスだと突き止める。
第七話「魔女にされた伯爵」
財産家の女伯爵ニノン・ド・ラロックに、平民の娘フルールを誘拐し監禁した容疑がかかる。実はフルールは父親から縁談を強要され家出してニノンに助けを求めただけだった。ニノンはサロンを開き身分を問わず天文学や医学を教え、その平等思想と科学への興味がカトリック教会に危険視されていた。またリシュリューはニノンの全財産を没収して国庫に入れたいと画策し、ニノンを少女誘拐監禁の罪で魔女裁判に掛ける。裁判の最中にリシュリューが毒で苦しみ始め、ニノンは火あぶりの刑を求刑される。三銃士とダルタニアンはリシュリューを毒殺しようとした真犯人を探し始める。
第八話「銃士隊と親衛隊」
ダルタニアンの故郷ガスコーニュの農場が凶悪な徴税役人ラバルジュに焼かれた。税の取り立てで見せしめに農場を焼く極悪非道なラバルジュだったが、銃士隊に逮捕される。しかし護送中にラバルジュが暴れ出して、リシュリューの親衛隊長が殺されてしまう。親衛隊は憤慨し銃士隊に決闘を挑む。リシュリューはラバルジュを親衛隊側の代表に選び、銃士隊の代表と決闘させる。ダルタニアンは決闘でラバルジュを倒し、ついに銃士に任命される。
第九話「王妃の危機」
ドイツの大富豪メレンドルフ伯爵の令嬢シャルロッテと狩りを楽しむルイ13世は、ついポロリと漏らす。シャルロッテが王妃になれば子宝に恵まれるのにと。リシュリューは湖に沐浴に出かけたアンヌ王妃の暗殺を企てる。アンヌ王妃と4銃士は、暗殺団に湖畔で狙撃され、女子修道院に逃げ込む。閉じ込められ命の危機が迫る中、王妃はアラミスと一夜を共にする。
第十話「皆はひとりのために」
リシュリューによる王妃暗殺の証拠を掴むため、三銃士とダルタニアンはリシュリューの懐刀ミレディを罠にかける芝居を打つ。アトスとダルタニアンが決闘し、ダルタニアンがアトスを殺す筋書きである。アトスが死んだと見せかけ、ダルタニアンは銃士に命を狙われているとリシュリューに助けを求める。芝居は功を奏し、リシュリューは王妃暗殺を命令したと語る。そこへ王妃が現れリシュリューに「聞きましたよ」と釘を指す。後日、王妃の懐妊が発表される。子供の父親が誰であるかを、アラミスと王妃だけが知っていた。

### シーズン2
第一話「危険な男」
アンヌ王妃が王太子を出産し王宮が喜びに湧き返った。一方でリシュリューが死亡し宰相の座が空席になった。ルイ13世はトレヴィル隊長を大臣に任命しようとするがトレヴィルは断る。4銃士は任務で、5年前にリシュリューの命令でスペインへ潜入し投獄されて脱獄して来たロシュフォール伯爵を救出に行く。しかしロシュフォールは不審な行動が多く、危険な匂いのする男だった。スペインにトレヴィルの友人フォワ将軍が投獄されているという情報を得た4銃士はロシュフォールと共にフォワ将軍を救出する。将軍救出の功績によりルイ13世の信用を得たロシュフォール。しかし、実はロシュフォールはスペインのスパイだった。
第二話「庶民になった国王」
平民の暮らしを経験してみたいというルイ13世の気まぐれで、三銃士とダルタニアンはルイをパリの酒場へ連れて行く。しかし乱闘騒ぎのドサクサに乗じてルイとダルタニアンが奴隷商人に誘拐されてしまう。奴隷商人に港まで連行される途中でミレディが現れ、ルイとダルタニアンを逃す。一方、ロシュフォールは王宮でアンヌ王妃を言いくるめてスペイン国王への密書を書かせる。九死に一生を得て救出されたルイ13世は銃士たちを責め、ロシュフォールを信用して重用するようになった。
第三話「正義の反逆者」
スペインからフランスへ逃げて来たタリク将軍は、開発した爆薬の製法をフランスに教える代わりに、スペインの武装兵に誘拐された娘サマラを救出して欲しいと銃士隊に頼む。しかしサマラの人質交換の現場でアラミスが狙撃を躊躇ったため、ポルトスが誘拐されてしまう。サマラと共にスペインのアジトに監禁されたポルトスは、ダルタニアンとアラミスとアトスに救出される。しかし、タリク将軍は火薬の製法がスペインの手に渡るのを阻止しようと.........。一方で王宮ではミレディがルイ13世の愛妾になっていた。
第四話「天使が見た悪夢」
エミリーというジャンヌ・ダルクの再来のような娘が、神の啓示を受けたと予言を語り、その信者は国内に膨大に膨れ上がっていた。エミリーはスペインとの戦争こそフランスを救う道だと説く。民衆の反スペイン感情は危険なほど高まっていく。しかし4銃士はエミリーの予知夢と予言は、エミリーの食事に混入された麻薬が原因だと突き止める。反スペイン騒動に乗じてロシュフォールの命令を受けたミレディがスペイン大使を暗殺する。ロシュフォールに国政を任せきったルイ13世は、トレヴィルを隊長職から解任してしまう。
第五話「嘆きの領主」
アトスがラ・フェール伯爵領の領民たちに誘拐された。領民たちは椅子に縛りつけたアトスに、領主に戻って領地を守ってくれと頼む。ラ・フェール伯爵が不在になってから、隣の領主ルナール男爵がラ・フェールの領地を手に入れようと、配下と共に領民に非道な行いを繰り返していたのだ。アトスは、土地は村人に分け与えるから領地は自分たちの手で守れと告げる。誘拐されたアトスを探しに来たダルタニアン、アラミス、ポルトス、トレヴィルは、村人に射撃や棒術を仕込み、ルナール男爵や配下と戦う。
第六話「選べない選択」
ルイ13世とアンヌ王妃は皆既日食を見物するため占星術師マルミオンの城へ招待された。アラミス、ポルトス、ダルタニアン、ロシュフォールが護衛の任に就く。しかしマルミオンの配下がルイ13世一行を捕らえて城に監禁してしまう。かつてマルミオンの故郷の村はペストに侵された。ルイ13世が村を封鎖したため多くの村人やマルミオンの妻子は餓死した。生き残ったマルミオンと村人は復讐のため、コインの裏表で命を賭ける殺人ゲームをルイ13世に強要する。ルイ13世の愛妾として同行していたミレディは、ゲームに参加して勝利し解放されて、銃士隊本部へ助けを求めに走る。
第七話「姫の秘め事」
ルイ13世の従姉妹ルイーズ姫がスウェーデンの王子に嫁ぐことが決まる。4銃士はルイーズ姫の護衛の任に就くが、ルイーズの馬車がスペイン人と見られる武装兵の襲撃を受ける。更に大聖堂でルイーズがクロスボウで狙われ、代わりに大司教が撃たれて死亡してしまう。クロスボウを調べるとロシュフォール親衛隊の武器庫から持ち出された物だと判明。更にトレヴィル隊長が銃撃され重傷を負った。狙いはルイーズ姫ではなかったのか......。4銃士は真相を調べ始める。一連の事件に巻きこまれてコンスタンスの夫が射殺され、コンスタンスは未亡人に。一方、ロシュフォールはルイ13世から宰相に任命される。
第八話「親父の真実」
ポルトスはトレヴィル隊長から、自分の父親が故アンリ4世の護衛隊長だったベルガール侯爵だと教えられる。アラミスと共にベルガール侯爵の屋敷を訪ねたポルトスを、ベルガールは歓迎した。ベルガールの話では、女中だったポルトスの母親と愛し合っていたが、ベルガールの父親の命令を受けたトレヴィルがポルトス母子をパリの貧民街へ捨てたのだと告げる。しかしベルガールの屋敷には誘拐された村娘たちが監禁されていたり、ポルトスの腹違いの妹が人身売買に手を染めていて、怪しい点が多い。ポルトスはベルガールに疑惑を抱く。その頃、王宮ではアンヌ王妃への恋情を抑えきれないロシュフォールがアンヌに襲い掛かり、抵抗したアンヌの髪飾りで片目を刺され潰されていた。
第九話「愛と憎しみの炎」
ロシュフォールはアンヌ王妃への憎悪を燃やし、過去にアンヌを言いくるめて書かせたスペイン国王への密書をルイ13世に暴露する。ルイ13世は心痛で部屋に閉じこもる。そのルイにロシュフォールは治療薬と偽り毒薬を飲ませ、ルイは倒れる。ロシュフォールは、国王毒殺未遂の首謀者はアンヌ王妃、実行したのは侍従医ルメーとコンスタンスだと断じ、ルメーを処刑。コンスタンスを投獄する。一方、4銃士は、実はロシュフォールはスペインのスパイでフランス支配を狙っていると探り出し、証拠を掴もうと奮闘する。
第十話「愛に負け、愛に勝つ」
銃士たちは、ロシュフォールがスペインのスパイで一連の事件の黒幕だと証明するため、スペイン人ベルガルを捕らえる。ベルガルはロシュフォールを拷問によってスペインのスパイに育て上げた指揮官だった。王宮ではロシュフォールが、王太子ルイは、アラミスとアンヌ王妃の不義の子だと裁判を行なっていた。アラミスは投獄され、国王毒殺首謀者としてアンヌ王妃の処刑が決まる。アラミスは牢からミレディの助けで脱出。銃士たちはスペインのスパイ指揮官ベルガルを連れて王宮へ急ぎ、ロシュフォールに支配された王宮を解放。大団円となり、ダルタニアンとコンスタンスは三銃士に祝福されて結婚式を挙げる。

### シーズン3
第一話「戦利品」
シーズン2から4年が経った。
トレヴィル隊長は陸軍卿に。アトスは銃士隊長に。アンリ4世の庶子フェロンがパリ総督に着任し親衛隊を率いていた。
ダルタニアン、アトス、ポルトスはスペイン戦の前線で戦うが、フランス軍に弾薬が届かず兵の半分が戦死。弾薬は傭兵グリモーが転売目的で、補給部隊を襲撃して強奪していた。グリモー一味は近くの修道院を占拠し盗んだ弾薬を隠す。その修道院には修道士アラミスが居た。アラミスとの再会を喜ぶダルタニアン、アトス、ポルトス。4銃士は弾薬がスペイン軍の手に渡らぬよう戦う。
第二話「パリの飢え」
パリは殺気だっていた。大量の穀物が盗まれパリが食糧難に陥ったのだ。パリ市民は、サンタントワーヌの難民地区に住む難民たちが穀物を盗んだと騒ぐ。パリ総督フェロンの親衛隊は難民を一斉逮捕。止めようとしたダルタニアンも逮捕された。難民たちに絞首刑が求刑される。三銃士は消えた穀物の行方と真相を調べ始める。
第三話「戦友」
ルイ13世は余命の短さを知り、反逆罪で追放していた王弟ガストン・ド・オルレアン公と和解するため王宮に呼び寄せる。ガストンを護衛する4銃士。しかしガストンはすでにロレーヌ公爵らと謀反の計画を立てていた。酒場で謀反計画の密書を何者かに盗まれたガストンは、財布が盗まれたと騒ぎ、4銃士が止める間も無く周囲の退役軍人たちを殺害した。ガストンの暴挙を4銃士はルイ13世に訴え出るが、ルイ13世はガストンを無罪にする。ルイ13世に憤る退役軍人たちは、トレヴィルとポルトスを人質に酒場に籠城する。
第四話「王室強盗」
ルイ13世の妹イングランド王妃アンリエットは、清教徒革命からフランスへ亡命する道中で大量の宝石を盗まれてしまった。4銃士は売りさばかれた宝石を追う。その途中でアラミスは幼なじみのポリーヌに出会う。ポリーヌはアラミスと同じ娼館育ちだったが、素性を隠して貴族サンピエールと婚約していた。しかしそのポリーヌに、婚約を破棄しないと過去をバラすという脅迫状が届く。
第五話「シャトレ脱獄」
シャトレ牢獄から囚人たちが脱獄し、パリは大騒ぎになった。囚人の中に自分を国王だと思い込んでいるPTSDの軍人ボレルが居た。ボレルは王宮へさまよいこみ銃で脅してアンヌ王妃を拘束する。一方、フェロンとグリモーは牢獄の地下にある王家の金庫を破ろうとしていた。アトスがフェロンとグリモーの密談を目撃し、これまで起きてきた事件の黒幕がフェロンだと明らかになる。
第六話「英雄の死 」
フェロンはバスティーユ牢獄から王弟ガストンを脱獄させた。フェロンはサン・ドニ大聖堂の王家の霊廟でルイ13世を暗殺しようと待ち伏せるが、ルイ13世はフェロンを「兄として信頼している。王太子の後見人を頼む」と抱きしめる。フェロンはその言葉に涙を流し、グリモーを裏切り刺殺されてしまう。ルイ13世はアラミスに、アンヌ王妃と不義を犯したのかと問い詰める。アラミスは「夫に虐げられていた孤独な女性を愛しました」と答えた。
第七話「見掛け倒し 」
フェロンを殺したグリモーに10万リーブルの賞金首がかけられた。ガストンは反乱準備のためパリから逃亡した。重傷を負ったグリモーは故郷の村へ帰る。4銃士はグリモーの故郷にたどり着くが、そこは悲惨な戦争の爪痕が残る村。女たちが武装して村を守っていた。村の老婆の話からグリモー母子の凄惨な過去が明らかになる。一方、王宮ではアンヌ王妃がルイ13世に、自分を王太子の摂政に任命するよう頼み、ルイは承知した。
第八話「戦争捕虜 」
アンヌ王妃の元に弟スペイン国王フィリペ4世から和平交渉の手紙が届く。しかしそれはスペイン出身の王妃の信用失墜を狙うガストンとロレーヌ公が仕掛けた偽手紙だった。王妃に頼まれてスペインへの返事を届けるため約束の場所へ向かったアラミスはグリモーに囚われてしまう。アラミスと人質交換でスペイン捕虜を釈放する羽目になり、民衆のスペインへの反感は高まる。さらにグリモーはパリ中に王妃の不貞疑惑のビラを撒き、民衆の王妃への反感を煽った。ルイ13世は、アンヌ王妃を摂政から外す。
第九話「条約 」
ルイ13世が崩御した。幼い新国王ルイ14世の摂政には、遺言でトレヴィルが指名されていた。王弟ガストン・ド・オルレアン公とロレーヌ公爵が挙兵。反乱軍を率いてパリへ迫る。トレヴィルはルイ14世を王宮から避難させる。しかしルイ14世を敵陣に誘拐され、守ろうとしたトレヴィルが射殺されてしまう。
第十話「戦いの行方 」
トレヴィルの国葬が行われた。死を悼む銃士たちが集う建物に爆弾が投げ込まれた。同時に銃士隊の兵舎が爆破され、死者重症者が出る。更にグリモーは兵舎から大量の爆薬を盗み、新国王ルイ14世の祝典が行われる大聖堂に仕掛けていた。4銃士は爆破を阻止し、グリモーや親衛隊と激戦の末に、勝利することが出来た。ミレディはアンヌ王妃の密偵となり王弟ガストンを暗殺。アラミスは陸軍卿に。ポルトスは将軍に。アトスは父親となりパリを離れた。そしてダルタニアンは銃士隊長になった。4銃士はそれぞれの人生を歩き始める。

## 登場人物

### 銃士隊
ダルタニアン
演 - ルーク・パスカリーノ（日本語吹替：宮野真守）
銃士隊のルーキー。他の銃士よりも若いこともあり、真っ直ぐな性格で、激情を抱えたり無鉄砲な行動に出たりしてしまうところがある。
フランスの片田舎ガスコーニュ出身の貧乏貴族。父の死去の仇討目的でパリに向かい、アトス、ポルトス、アラミス達と出会う。後に銃士隊に入隊し、短気な青年から徐々に勇敢で正義感溢れる人物へと成長し、国王ルイ13世より正式な銃士に任命される。自身が下宿する下宿屋の女主人であるコンスタンスに次第に惹かれるようになる。
アトス
演 - トム・バーク （日本語吹替：福田賢二）
三銃士の最年長でリーダー的存在。性格は冷静かつ真面目である一方、心に闇を抱えている面がある。寡黙であり、物事を背中で語る傾向がある。
正義感の強い人物で的確な判断力、洞察力、戦闘知識で数々の窮地を脱しており、銃士隊長トレヴィルの信頼も厚く、他の銃士たちにとっては兄貴分として慕われているが、非常に酒癖が悪い。かつての名はラ・フェール伯爵という貴族で、領民から慕われる立派な荘園の領主であったが、愛する妻ミレディが実弟トマスを殺害する事件が起こり、ミレディの言葉を信じず処刑を命じた過去があり、その罪悪感から伯爵の身分を放棄し銃士となった。しかし、銃士たちと行動していくうちに、悲しい過去に打ち勝つようになった。シーズン3では銃士隊の隊長になっている。
アラミス
演 - サンティアゴ・カブレラ（日本語吹替：中村悠一）
頼れるスナイパー。戦闘では狙撃や早撃ちなど銃を使用した攻撃を得意としており、命中率は銃士隊一である。女性に人気があり、様々な女性と浮名を流すプレイボーイだが、一方で立場の弱い女性や子供の安全を最優先にするなど義侠心に満ち溢れた人物であり、銃士達からも信頼が厚い。これは過去に教会で聖職者になる為の勉強をして培ったものであり、博愛の精神により慈悲深い性格となった。王妃から授かったロザリオを常に身に付けており、徐々に王妃と惹かれ合って行くが、それが次第に大事件へと発展していく。シーズン3では修道士になっていたが、ある事件がきっかけで銃士隊に復帰する。
ポルトス
演 - ハワード・チャールズ（日本語吹替：三宅健太）
銃士隊の中でも怪力の持ち主。豪放な性格であるが、傷つきやすい面もある。
厳つい風貌だが陽気でユーモラスがあり、情け深く仲間想いの人物である。父親はトレヴィル隊長のかつての盟友でアンリ４世の護衛隊長ベルガール侯爵。母親はムーア人の女中である。子供の頃に母親ともどもパリの貧民街に捨てられ母に女手一つで育てられた。貧民街の仲間から盗人の頭目になることを進められるが、貧困を理由に悪党になることを拒み、真っ当に銃士になることを決心し、努力と剣術や格闘術の実力で銃士になった。
トレヴィル隊長
演 - ヒューゴ・スピアー（日本語吹替：東地宏樹）
ダルタニアン父子と同じフランスのガスコーニュ地方出身で、王宮に仕える銃士隊の隊長。正義感に溢れた誠実な性格で、面倒見もよく、部下達からは父親的存在として慕われている。国王(ルイ13世)からも信頼されているが、ある事件を境に、国王に疎んじられ、隊長の資格を剥奪されてしまう。シーズン2では枢機卿亡き後、王の顧問団入りを要請されるが、王の誘いを断り不信感を与えてしまう。一方で戦闘経験がない領民を立派な兵隊として鍛え上げたり、少人数で大勢の敵を撃破する戦略を立てたりと指導者としての確かな実力を持っている。シーズン3では陸軍卿に昇進し、フランス王室を陰ながら支える大きな存在となってゆく。

### フランス王国
アンヌ王妃
演 - アレクサンドラ・ダウリング（日本語吹替：清水理沙）
フランス国王ルイ13世の妻。勇敢な一面もあり、美しく聡明で慈悲深く、優しい女性。スペイン出身で、政略結婚によりフランスに嫁ぐ。夫であるルイ13世との不幸せな政略結婚の寂しさから、王宮では常に孤独を感じている。枢機卿の策略で命を狙われ危機に晒される度に、銃士隊達に護られ、危機を脱している。銃士隊の中でも身を挺して護衛したアラミスに対しては恋心を抱くようになる。過去に流産をし、長年子宝に恵まれなかったが、シーズン2からは王太子の母となり、更に芯の強い女性へと成長してゆく。
ルイ13世
演 - ライアン・ゲイジ（日本語吹替：河本邦弘）
フランス国王。王妃との夫婦関係は冷め切っており、母親のマリー・ド・メディシスとも確執がある。銃士隊長のトレヴィルとリシュリュー枢機卿を信頼している。我儘な子供のような性格で、その単純さから、時に周囲を困らせるが、王の立場として時に思い切った決断をする面もある。シーズン2では王太子に恵まれ、シーズン3では子煩悩ぶりもみせる。
リシュリュー枢機卿
演 - ピーター・カパルディ（日本語吹替：大塚芳忠）
シーズン1の悪役。フランスの宰相でルイ13世を操って政治を行う、様々な事件の黒幕である。冷酷無比な人物で、フランス王宮に害がある存在と見なせば躊躇なく処罰するなど、人々に恐れられている。人並外れた洞察力を持ち、怪しいと感じたら徹底的に調べ上げるなど情報収集にも秀でている。ルイ13世の甥アンリやアンヌ王妃の暗殺命令など、国務のためなら標的とした相手を狡猾な手段で陥れたり、処罰を命じたりする。シーズン2第1話では過酷な国務が原因で心臓発作を患い死亡したことが説明されている。
ロシュフォール伯爵
演 - マーク・ウォーレン（日本語吹替：堀内賢雄）
シーズン2の悪役。かつて枢機卿の腹心で国務としてスペインでスパイとして潜入していたが、捕まり5年間監獄に幽閉されていた過去を持つ。枢機卿に匹敵するほどの政治力、洞察力、情報収集力が優れており、ルイ13世からも「親友｣と呼ばれるほど絶大な信頼を寄せているが、実はスペインのスパイであり、最終的には国王を殺害しフランスを乗っ取ろうと目論んでいる。そのために、有力な貴族や大臣、王族を暗殺し、銃士隊長のトレヴィルを除名処分させ、殺害を謀るなど枢機卿以上に冷酷で凶悪、狡猾、嫉妬深い人物である。またアンヌ王妃にねじ曲がった好意を寄せており、王妃とアラミスの関係に不信感を持ち、2人を陥れようとする。
フェロン総督
演 - ルパート・エヴェレット
シーズン3の悪役。パリ軍事総督。先代の国王と侍女との間にできた庶子で、ルイ13世とは異母兄弟であり、ブルボン家の遺伝により背骨に異常があり杖をついて歩いている。
マルショー
演 - マット・ストーキー
シーズン3の悪役。親衛隊隊長。フェロン総督とグリモーの命令のもと、ことごとく銃士隊の邪魔をする。
ガストン
演 - アンドレ・フリン
ルイ13世の実弟でオルレアン公。王位を狙っている。
マルグリット
演 - シャーロット・ソルト（日本語吹替：小林希唯）
王妃の侍女で王太子の乳母。アラミスと関係を持ち、それを知られたロシュフォールに操られ、徐々に自らを苦しめていく。

### パリ市民
コンスタンス・ボナシュー
演 - タムラ・カリ（日本語吹替：花村さやか）
ダルタニアンが下宿する家主の妻。性格は勝気で男勝りなところがある。当初はその性格もあってダルタニアンと馬が合わなかったが、次第に彼と惹かれ合い、既婚者であるため結ばれない恋に悩み続ける。シーズン2ではダルタニアンの推薦と王妃の任命により王妃の侍女となり、王妃を側で支える存在となる。
ジャック・ミシェル・ボナシュー
演 - ボー・ポラージ
コンスタンスの夫。貴族御用達の生地屋。プライドが高く、シーズン１では夫婦仲は悪くなかったが、シーズン２では、妻とダルタニャンの仲を疑い嫉妬深くなり、妻の気を引くために自殺未遂を起こす。
ルメー
演 - エド・ストッパード（日本語吹替：坪井智浩）
教授であり、医師。誠実で真面目な性格。コンスタンスに惹かれるが、ロシュフォールの策略で悲劇的な運命を辿る。
シルヴィ
演 - タリッサ・テイセリア
パリの難民地区に住む女性。裏では王政を非難する政治活動を行っている。後にアトスと恋仲になる。

### スペイン王国
ドン・フェルナンド・ペラレス
演 - ウィル・キーン（日本語吹替：大滝寛）
スペインの大使。ロシュフォールと同じくスペインのスパイであり、国務によりロシュフォールの行動を監視するように命じられていた。外交官なだけあって、権力はあるものの強気な口調と尊大な態度で物申すため、ルイ13世からは嫌われている。しかし、実際は戦争を望んでおらず、トレヴィルに故郷が恋しいとつぶやき平和に暮らしたいと主張するなど、根っからの悪人ではない。上記の性格によりロシュフォールとは折り合いが悪い。

### その他
ミレディ・ド・ウィンター
演 - メイミー・マッコイ（日本語吹替：林真里花）
アトスの元妻であり、シーズン1ではリシュリュー枢機卿の手先として銃士達と様々な場面で対立する。シーズン2では、国王の愛人になり、さらに枢機卿の後継者のロシュフォールと協力関係になるも、時に銃士達に協力する場面もみられ、ミステリアスで本性は謎に包まれたままの女性。
グリモー
演 - マシュー・マクナルティ
シーズン3の悪役。フェロン総督と組み、実行犯として暗躍する。

### ゲスト

#### シーズン1
- ヴァディム：ジェイソン・フレミング（日本語吹替：磯部勉）（第2話）
- エミール・ボネール：ジェームズ・カリス（日本語吹替：小山力也）（第3話）
- サヴォイア公爵：ヴィンセント・リーガン（日本語吹替：木下浩之）（第4話）
- サヴォイア公爵夫人：フィービー・フォックス（日本語吹替：高橋理恵子）（第4話）
- マルサック：JJ・フィールド（第4話）
- セルジュ：ピーター＝ヒューゴ・デイリー（日本語吹替：仗桐安）（第4・9話）
- シャロン：アシュリー・ウォルターズ（日本語吹替：桐本拓哉）（第5話）
- フリー：フィオナ・グラスコット（日本語吹替：園崎未恵）（第5話）
- マリー・ド・メディシス：タラ・フィッツジェラルド（日本語吹替：真矢ミキ）（第6話）
- アニェス：エイミー・ナトール（日本語吹替：甲斐田裕子）（第6話）
- ルカ・セスティーニ：ジョン・リンチ（日本語吹替：原康義）（第7話）
- ニノン・ド・ラロック：アナベル・ウォーリス（日本語吹替：山像かおり）（第7話）
- マルタン・ラバルジュ：ヴィニー・ジョーンズ（日本語吹替：木村雅史）（第8話）
- アリス・クレアボー：ゾーイ・タッパー（日本語吹替：恒松あゆみ）（第8話）
- ギャラガー：ロッホラン・オメーラン（日本語吹替：大塚明夫）（第9話）
- イザベル（シスター・ヘレン）：アリス・パットン（日本語吹替：木下紗華）（第9話）
- シャルロッテ・メレンドルフ：シャーロット・ホープ（日本語吹替：箸本のぞみ）（第9・10話）
- ダニエル・メレンドルフ：ロジャー・ロングノーズ（日本語吹替：田村勝彦）（第9・10話）
- サラザン：ショーン・パートウィー（日本語吹替：玄田哲章）（第10話）

#### シーズン2
- フォア将軍：ドミニク・マフハム（日本語吹替：てらそままさき）（第1話）
- リュシー・ド・フォア：オリビア・ルウェリン（日本語吹替：藤貴子）（第1話）
- ガス：クリストファー・フルフォード（日本語吹替：小島敏彦）（第2話）
- ディディ：アントン・サンダース（日本語吹替：堂坂晃三）（第2話）
- タリク・アラマン：コリン・サーモン（日本語吹替：寺脇康文）（第3話）
- サビーヌ：セレステ・ドッドウェル（日本語吹替：長尾明希）（第3・4話）
- エミリー：エマ・ラウンズ（日本語吹替：安藤瞳）（第4話）
- ジョセット：エリー・ハディントン（日本語吹替：一柳みる）（第4話）
- ルナール男爵：マイルズ・アンダーソン（日本語吹替：小市慢太郎）（第5話）
- マルミオン（ジャック）：レオ・グレゴリー（日本語吹替：池田秀一）（第6話）
- ロバート：ネイサン・ライト（日本語吹替：三上哲）（第6話）
- ルイーズ（ソフィア・マルティネス）：パーディタ・ウィークス（日本語吹替：世戸さおり）（第7話）
- ベルガール：リアム・カニンガム（日本語吹替：菅生隆之）（第8話）
- バルガス：ピーター・サリヴァン（日本語吹替：内田直哉）（第10話）

## エピソードリスト

### シーズン1
1. 敵か味方か Friend and Enemies
2. 鮮やかなトリック Sleight of Hand
3. 気に食わない任務 Commodities
4. 裏切り者 The Good Soldier
5. 吹きだまりの帝王 The Homecoming
6. 国王の母 The Exiles
7. 魔女にされた伯爵 A Rebellious Woman
8. 銃士隊と親衛隊 The Challenge
9. 王妃の危機 Knight Takes Queen
10. 皆は一人のために Musketeers Don't Die Easily

### シーズン2
1. 危険な男 Keep Your Friends Close
2. 庶民になった国王 An Ordinary Man
3. 正義の反逆者 The Good Traitor
4. 天使が見た悪夢 Emilie
5. 嘆きの領主 The Return
6. 選べない選択 Through a Glass Darkly
7. 姫の秘め事 A Marriage of Inconvenience
8. 親父の真実 The Prodigal Father
9. 愛と憎しみの炎 The Accused
10. 愛に負け、愛に勝つ Trial and Punishment

### シーズン3
1. 戦利品 Spoils of War
2. パリの飢え The Hunger
3. 戦友 Brother in Arms
4. 王室強盗 The Queen's Diamonds
5. シャトレ脱獄 To Play the King
6. 最後の闘争 Death of a Hero
7. 見掛け倒し Fool's Gold
8. 戦争捕虜 Prisoner of War
9. 条約 The Prize
10. 戦いの行方 We Are the Garrison

## 日本での展開
2016年にNHK総合で放送された。2016年3月2日に吹替版声優である宮野真守・福田賢二・中村悠一・三宅健太の出席する試写会が東京都渋谷区のNHK放送センターで実施。2016年3月21日に放送直前特別番組が放送され、同年4月3日から第1シリーズの放送が開始された。
| NHK総合 日曜23時台枠                                                              | NHK総合 日曜23時台枠                                   | NHK総合 日曜23時台枠                  |
| 前番組                                                                            | 番組名                                                 | 次番組                                |
| --------------------------------------------------------------------------------- | ------------------------------------------------------ | ------------------------------------- |
| ダウントン・アビー 華麗なる英国貴族の館 （第4シーズン） （2016.1.10 - 2016.3.20） | マスケティアーズ パリの四銃士 （2016.4.3 - 2016.9.11） | 戦争と平和 （2016.9.25 - 2016.11.13） |

2017年2月3日に第1シーズンのDVDとブルーレイが20世紀フォックスからリリースされた。セル版には「マスケティアーズの世界」「四銃士誕生」「衣装」「コンスタンス救出の舞台裏」の4本の特典映像が収録された。同年3月3日には第2シーズンのDVDとブルーレイがリリースされた。セル版には「『マスケティアーズ』の音楽」「撮影の舞台裏（脱走シーン/水中シーン/アクションシーン）」「王妃の居室」「アストロラーベを作る」の4本の特典映像が収録された。
2018年9月1日からはBS日テレで第3シーズンが初放送された。